# Traité de Monzón
 (novembre 2017).
Si vous disposez d'ouvrages ou d'articles de référence ou si vous connaissez des sites web de qualité traitant du thème abordé ici, merci de compléter l'article en donnant les références utiles à sa vérifiabilité et en les liant à la section « Notes et références ».
Le traité de Monzón, ou paix de Monzón, est un traité signé entre la France et l’Espagne le 5 mars 1626, à Monzón en Aragon. Ce traité, signé au cours de la guerre de la Valteline par le cardinal de Richelieu, premier ministre de Louis XIII, et Gaspar de Guzmán, comte-duc d’Olivares, ministre en chef de Philippe IV d’Espagne, à la suite de la prise de la Valteline par les troupes françaises, a également conclu la première guerre génoise-savoyarde. Il confirme l’indépendance du canton suisse des Grisons et interdit le passage de la Valteline à l’armée espagnole.